# Oorlogskruis (Italië)
Het Italiaanse Oorlogskruis (Croce al Merito di Guerra), ook "Croce di Guerra al Valore Militare" oftewel "Oorlogskruis voor Dapperheid" geheten, werd op 18 januari 1918 ingesteld en in 1940 vernieuwd. De kruisen zijn gelijk maar het jaartal op de onderste arm van de keerzijde van het kruis verschilt.

## Decoratie
Het in 1918 door de Italiaanse regering ingestelde bronzen kruis, een "Grieks kruis", heeft vier armen. In het midden van de voorzijde staat een ster en op de armen zijn stralen gegraveerd.

Op de keerzijde staan op oude kruisen een zwaard met eikentakken en het koninklijke wapen met de tekst "VALORE MILITARE" (Italiaans: "Militaire moed") op de horizontale kruisbalk. Op kruisen van na 1947 werd het koningswapen vervangen door het monogram "RI" voor "Republica Italiana".

Het lint is blauw met twee brede witte strepen. Men draagt de onderscheiding op de linkerborst.
Anders dan bij veel andere oorlogskruisen worden er geen sterren of palmen op het lint gedragen. Het oorlogskruis wordt aan militairen die zich langdurig door moed hebben onderscheiden maar daarvoor geen Gouden Medaille (Medaglia d' Oro), een hoge onderscheiding, of een kruis van de Militaire Orde van Savoye kregen toegekend.
De Oorlogskruizen in andere landen, waaronder Frankrijk en Tsjechoslowakije zijn onder "Oorlogskruis" verzameld.

## Geschiedenis
Italië heeft in de Eerste Wereldoorlog de kant van Frankrijk en Engeland gekozen. In de Tweede Wereldoorlog was het land eerst een bondgenoot van Duitsland, later van de geallieerden. Tijdens de beide oorlogen zijn zware gevechten geleverd en talloze militairen werden, ondanks de frequente nederlagen in beide oorlogen, onderscheiden.

## Opmerkelijke ontvangers
- Tomislav II van Kroatië
- Vernon Baker, Second Lieutenant, US Army, Medal of Honor
- Heinrich Bleichrodt, Kriegsmarine
- Hamilton H. Howze, General, US Army
- Clayton P. Kerr, Major General en lid van de geallieerde missie naar het Italiaanse leger in Tweede Wereldoorlog
- Salvatore La Ferla, comandante generale van de Guardia di Finanza
- Wolfgang Lüth, Kriegsmarine
- Enrico Martini, Italiaanse Tenente Colonnello
- Billy Mitchell, grondlegger van de United States Air Force
- Kaoru Moto, Pfc, US Army, Medal of Honor
- Engelbert Endrass, Kriegsmarine
- Herbert Schultze, Kriegsmarine
- Władysław Anders, Poolse generaal
- Filippo Zuccarello, kapitein in het Koninklijk Italiaans Leger, oorlogsheld in de Eerste Wereldoorlog